# Burton Green
Burton Green – wieś w Anglii, w hrabstwie Warwickshire. Leży 12 km na północ od miasta Warwick i 141 km na północny zachód od Londynu.